# Format:B
Format:B ist ein deutsches Tech-House-Duo aus Berlin.

## Geschichte
Franziskus Sell war in seiner Heimatstadt Erfurt bereits als DJ aktiv gewesen. Bei seinem Studium in Audio Engineering am SAE Institute in Berlin traf er auf Jakob Hildenbrand und tat sich mit ihm zusammen. Der Berliner hatte zuvor schon elektronische Musik produziert und ab 2005 veröffentlichten sie gemeinsam als Format:B. Sie machten sich international einen Namen und traten weltweit auf. 2008 veröffentlichten sie bei Highgrade Records ihr Debütalbum Steam Circuit und gründeten nur wenig später ihr eigenes Label mit dem Namen Formatik Records. Es folgten Clubhits wie Gospel und Dog Tag und 2011 das zweite Album Restless.
2014 hatte das Duo mit Chunky einen weiteren großen Clubhit. Das Label Ministry of Sound brachte das Lied ein knappes Jahr später noch einmal als große Veröffentlichung heraus und brachte es bis auf Platz 29 der offiziellen britischen Charts. Chunky enthält Samples aus dem Song Function at the Junction von Shorty Long. Es gehört zu den Lieblingsliedern von Charlotte Roche.

## Diskografie
Alben
- Steam Circuit (2008)
- Restless (2011)

Lieder
- Gospel
- Dog Tag
- Vivian Wheeler
- Warped
- Rise
- Magic Button
- Edding 500
- Chunky (2014)